# Gits'iis
Los Gits'iis son una de las 14 tribus de la nación Tsimshian de la Columbia Británica, Canadá, y una de las "Nueve Tribus" del bajo Rio Skeena. Viven en Lax Kw'alaams (Port Simpson). El nombre Gits'iis significa literalmente "pueblo del trampa sellada". Su territorio tradicional son las áreas circundantes al fiordo Khutzeymateen y al Canal del Trabajo, entre Lax Kw'alaams y Kincolith en la Columbia Británica. Desde 1834, se han asentado en Lax Kw'alaams, cuando la Sede Central de la Hudson's Bay Company se estableció allí.
El "cacicazgo" de esta tribu, reside en los que llevan el nombre hereditario Niisyaganaat, del Ganhada (clan del Cuervo); y en la familia de estos (Familia Matrilineal Extendida).
William Beynon y la antropóloga Viola Garfield describen en sus escritos una fiesta potlatch, cerca de 1930 por la muerte de Herbert Wallace, quien mató a un Niisyaganaat.
Uno de los primeros Jefes Gits'iis, según Garfield, fue Abraham Lincoln, llamado así, no por el Presidente de los Estados Unidos, sino por un empleado de la Hudson's Bay Company llamado Lincoln, y por el Abraham bíblico.
El actual Niisyaganaat es Lawrence Helin, tío del Autor Calvin Helin.
La Casa de Łüüm y la Casa de Dago'milsk son otros dos clanes Ganhada de los Gits'iis. Un Tótem perteneciente a los Dago'milsk, que otrora representaba a un león marino con un arma en su boca, aún existía (sin el arma en la boca) en Lax Kw'alaams en la década de 1930.
En 1935 William Beynon, escribió que los Gits'iis en Lax Kw'alaams incluían 2 miembros del Gispwudwada (clan de la Orca), 30 miembros del Ganhada (Cuervo), 29 miembros del Laxgibuu (Lobo), y 2 miembros del Laxsgiik (Águila).
El artista Bill Helin es un Gits'ii.
Los clanes Gits'iis son:
- Clan de Asagalyaan -- Laxgibuu (Lobo)
- Clan de Dago'milsk -- Ganhada (Cuervo)
- Clan de Łüüm -- Ganhada (Cuervo)
- Clan de 'Wiilaxha -- Gispwudwada (Orca)